# Saint-Philippe (1663)
Pour les autres navires du même nom, voir Saint-Philippe#Navires.
Le Saint-Philippe est un vaisseau de ligne de deuxième rang en service dans la Marine royale française pendant la seconde moitié du XVIIe siècle.

## Carrière
Construit aux chantiers navals de Toulon sous la supervision de l'architecte naval Rodolphe Gédéon, il est lancé en 1663.
Le Saint-Philippe commence sa carrière en Méditerranée, engagé dans la lutte que le roi de France mène contre les corsaires barbaresques qui attaquent les convois marchands depuis les ports d'Afrique du nord. Le 26 juillet 1665, Beaufort appareille de Toulon. Informé que neuf vaisseaux algériens chassaient les convois des Indes attendus en Méditerranée. Il dispose son escadre en éventail aux abords d'Alger, le marquis de Martel à l'est par le travers du cap Matifou, le chevalier Paul à l'ouest vers Cherchell, alors que Des Ardents, chef d'escadre est au centre aux commandes du Saint-Philippe.
Lorsque la guerre de Hollande éclate en 1672, le Saint-Philippe fait partie de la flotte combinée franco-anglaise qui se fait surprendre, le 7 juin 1672, en baie de Southwold, par la flotte hollandaise de l'amiral Ruyter. Il est alors le vaisseau amiral de la flotte française, monté par le comte d'Estrées et commandé par Pierre de Cou, capitaine de vaisseau. Ses deux matelots, dans la ligne de bataille sont Le Hasardeux (38) de M. de la Vigerie et Le Foudroyant (70) de Louis Gabaret.
Il sert à nouveau pendant la guerre de la Ligue d'Augsbourg, Le Saint-Philippe est alors un vieux vaisseau de plus de vingt ans. Le 27 mai 1692, il est à la bataille de la Hougue, sous les ordres du chevalier d'Infreville. Il est alors armé de 84 canons et compte 600 hommes d'équipage.
À la suite des batailles de Barfleur et de la Hougue, douze vaisseaux français de l'escadre du comte de Tourville viennent se réfugier dans l'anse de la Hougue près de l'île de Tatihou. Le 2 juin 1692, les Anglo-Hollandais les encerclent et les incendient avec des brûlots.
Aujourd'hui, le Saint-Philippe est l'une des épaves (A/B) du chantier archéologique de Saint-Vaast-la-Hougue.

## Sources et bibliographie
- Revue des Musées de France, 2018 n° 3,p. 48-59:  'La jonction des flottes de d'Estrées et du duc d'York. Recherches sur un tableau de Jan Karel Donatus van Beecq, en dépôt au musée national de la Marine', par Dominique Lacroix-Lintner
- Jean de Coligny-Saligny, Mémoires du comte de Coligny-Saligny, J. Renouard et Cie., 1841, 152 p.
- Guy Le Moing, Les 600 plus grandes batailles navales de l'Histoire, Rennes, Marines Éditions, 2011, 619 p. (ISBN 978-2-35743-077-8)
- Lucien Bély (dir.), Dictionnaire Louis XIV, Paris, éditions Robert Laffont, coll. « Bouquins », 2015, 1405 p. (ISBN 978-2-221-12482-6)
- Michel Vergé-Franceschi (dir.), Dictionnaire d'Histoire maritime, éditions Robert Laffont, coll. « Bouquins », 2002
- Jean Meyer et Martine Acerra, Histoire de la marine française : des origines à nos jours, Rennes, Ouest-France, 1994, 427 p. [détail de l’édition] (ISBN 2-7373-1129-2, BNF 35734655)
- Alain Boulaire, La Marine française : De la Royale de Richelieu aux missions d'aujourd'hui, Quimper, éditions Palantines, 2011, 383 p. (ISBN 978-2-35678-056-0)
- Jean-Michel Roche (dir.), Dictionnaire des bâtiments de la flotte de guerre française de Colbert à nos jours, t. 1, de 1671 à 1870, Toulon, éditions LTP, 2005, 530 p. (ISBN 2-9525917-0-9, lire en ligne)
- Jean-Michel Roche (dir.), Commandants, états-majors et activité des bâtiments de la Marine française, t. 1, 1661-1689, Brest, éditions LTP, 2019, 540 p. (ISBN 978-2-9525917-5-1 et 2-9525917-5-X, lire en ligne)
- Onésime Troude, Batailles navales de la France, t. 1, Paris, Challamel aîné, 1867-1868, 453 p. (lire en ligne)
- Charles La Roncière, Histoire de la Marine française : La Guerre de Trente Ans, Colbert, t. 5, Paris, Plon, 1920, 822 p. (lire en ligne)
- Charles La Roncière, Histoire de la Marine française : La crépuscule du Grand règne, l’apogée de la Guerre de Course, t. 6, Paris, Plon, 1932, 674 p. (lire en ligne)